# Elkalyce texana
Elkalyce texana är en fjärilsart som beskrevs av Ralph L. Chermock 1944. Elkalyce texana ingår i släktet Elkalyce och familjen juvelvingar. Inga underarter finns listade i Catalogue of Life.